# Rua Deputado Antônio Edu Vieira
A Rua Deputado Antônio Edu Vieira é uma rua de Florianópolis, Santa Catarina. Liga a região do campus da Universidade Federal de Santa Catarina à Via Expressa Sul, sendo uma das vias mais movimentadas da capital catarinense.

## Características
Na atualidade, a via tem dois trechos. Em sua porção mais ao sul, ela atravessa o bairro Pantanal, tendo comércio local de bairro, além de muitos prédios residenciais, devido à proximidade da UFSC. 
A Rua Deputado Antônio Edu Vieira começa junto ao prédio histórico do Armazém Vieira, onde se conecta à rua João Motta Espezim, à Avenida Waldemar Vieira e recebe o trânsito vindo da Via Expressa Sul. Esse trecho passou a ser de mão única, com duas faixas no sentido sul-norte, indo até a sede da CGT Eletrosul.
No trevo da Eletrosul, começa o trecho norte, duplicado, com duas faixas em cada direção. No trevo, é possível acessar a avenida César Seara, que faz parte do binário Pantanal-Carvoeira. A partir dali, a via margeia a universidade, a oeste, e parte norte do bairro Pantanal, a leste.
Seu final é no chamado Trevo do Dona Benta, onde a rua passa a ser Avenida Professor Henrique da Silva Fontes, uma sequência da Avenida Beira Mar Norte, e se conecta a outras duas ruas - a Delfino Conti, vinda da UFSC, e a João Pio Duarte Silva, principal rua do Córrego Grande.
Às margens da rua duplicada, no campus, ficam prédios do Centro Tecnológico e do Centro de Desportos; no trecho próximo à universidade a rua também é repleta de comércio e serviços que servem ao campus, como bares, restaurantes e papelarias.
Conta com os CEPs 88040-000 (até #408), 88040-001 (409 a 1073 - lado ímpar), 88040-002 (410 a 1074 - lado par) 88040-245 (#1075 ao fim) e 88040-901 (CGT Eletrosul).

## Duplicação e BRT
Uma promessa de anos de várias gestões em Florianópolis, a duplicação completa da Edu Vieira promete desafogar o trânsito de quem sai da UFSC em direção à Via Expressa Sul. Por anos, a universidade se recusou a ceder parte das terras do campus para a obra por problemas no projeto da prefeitura, impedindo a duplicação até que um projeto minimamente aceitável surgisse. A reversão do terreno foi aprovada na Assembléia Legislativa em 2012.
O financiamento de R$37 milhões foi obtido junto à Caixa Econômica Federal em 2015.
A Eletrosul fez a doação do terreno necessário em 2013, mas como as obras não iniciaram no prazo previsto (em até seis meses), o terreno foi devolvido. O projeto que levou a UFSC a finalmente liberar as obras inclui a Edu Vieira em um anel viário que circunda o Morro da Cruz, passando pelo Centro e pela universidade. Esse anel incluiria pistas exclusivas para ônibus - o que seria o primeiro sistema BRT da cidade - e ciclovias, que não tinham sido contempladas nos projetos anteriores. O custo estimado era de 36 milhões de reais.

### Obras por anos
A obra inicial era prevista inicialmente para durar 36 meses, com a duplicação entre UFSC e Eletrosul sendo feita antes, devido a liberação do terreno, com a finalização até o aterro da Via Expressa Sul sendo deixada para o futuro.
A obra foi iniciada pelo consórcio Alves Ribeiro/Conpesa entre 30 de maio de 2016  e 9 de novembro de 2017. Essa primeira fase durou 17 meses. Mais de um ano depois, a MJRE Construtora assumiu a obra, entre 19 de março de 2019  até 10 de junho de 2020.  Uma nova fase inicia um ano depois, com a EBrax, tendo durado menos de seis meses, entre  20 de julho de 2021 e 17 de dezembro de 2021.
A essa altura, a obra já estava tão atrasada que o foco passou a ser apenas as vias de carros e ciclovia, sem o BRT e os elevados previstos. Uma quarta licitação foi feita em 2022, com ordem de serviço foi assinada em 20 de maio de 2022. O prazo é oito meses e valor previsto é de R$ 12.848.654,53. As obras reiniciaram em 13 de junho pela empresa Planaterra Terraplanagem e Pavimentação Ltda, que venceu a licitação pelo valor máximo previsto.

### Conclusão do trecho da UFSC e binário
No início de 2023 o trânsito na parte duplicada foi sendo liberado, e para suplantar a falta do restante da duplicação, em 21 de abril desse ano foi inaugurado um binário entre os bairros Pantanal e Carvoeira, envolvendo além da Rua Deputado Antônio Edu Vieira, a César Seara, a Capitão Romualdo de Barros e a João Motta Espezim. Este binário tornou a porção sul da via, que antes tinha sentido duplo, numa via de mão única. 
A duplicação parcial e o sistema binário foram inaugurados sem ter-se previsão de quando a conclusão da duplicação, até o aterro, continuará, ou acerca da implantação das faixas de ônibus, o que gerou críticas sobre as contrapartidas da obra para a UFSC, que cedeu o terreno contando com o projeto do anel viário, e sobre a priorização do transporte individual.

### Novos recursos e retorno do BRT
Após o Governo Federal ter enviado R$ 160 milhões em recursos para investir em mobilidade, a Prefeitura de Florianópolis anunciou o retorno do projeto do BRT em torno do Morro da Cruz entre o Centro e a Universidade. O trecho que poderia ser feito com os recursos seria entre os terminais de integração da Trindade e do Centro, passando pela Edu Vieira e pela Via Expressa. A ampliação da rua Deputado Antônio Edu Vieira viria depois, com desapropriações usando ferramentas legais do novo Plano Diretor da cidade.